# Ida av Bernicia
Ida av Bernicia eller Ida Eldbäraren, död 559, var en härskare, och troligtvis grundaren, av det anglosaxiska kungariket Bernicia mellan 547 och 559.
Enligt den Anglosaxiska krönikans register är han son av Eoppa av Bernicia, sonson av Esa och sonsonsson av Ingwy. Han gifte sig med Bearnoch. Enligt några källor hade de åtta barn och sex av dem blev kungar. Den bästa källan för information om Ida är historien om Nennius.
Ida, en angler, sägs ha landstigit vid Flamborough och därefter grundat Bamburgh som sin huvudstad. Under den tidsperiod som Ida härskade sträckte sig den Bernicianska kontrollen inte långt inåt land från kusten.

## Barn
Man tror att Ida hade åtta till tolv söner. De som är dokumenterade som efterkommande i släkten är:
- Glappa av Bernicia
- Adda av Bernicia
- Æthelric av Bernicia
- Theodric av Bernicia
- Frithuwald av Bernicia
- Hussa av Bernicia
- Ogg av Bernicia
- Alric av Bernicia